# 陈德胜
陈德胜（1942年11月27日—2018年10月20日），男，汉族，安徽五河人，中华人民共和国政治人物。

## 生平
1963年进入安徽师范大学（原合肥师范学院）政教系学习，1967年参加工作，1973年4月加入中国共产党。历任固镇县医院宣传队副队长，固镇县人保组、公安局办事员，固镇县财贸办公室秘书、政治协理员，固镇县革委会办公室副主任、县政府办公室主任、县委常委兼湖沟区委书记，固镇县委副书记、县长、县委书记，中共淮北市委副书记、代市长、市长、市委书记，安徽省直机关工委书记，安徽省人大财经委副主任委员、省人大常委会委员、省人大财经预算工委主任。2008年1月退休。2018年10月20日因病在合肥逝世，享年76岁。:312